# Ama (pescatrici subacquee)
Le ama (海女?), note anche come uminchu nella lingua di Okinawa e come kaito sulla penisola di Izu, nella cultura giapponese, sono delle figure tradizionali di pescatrici subacquee in apnea.

## Descrizione

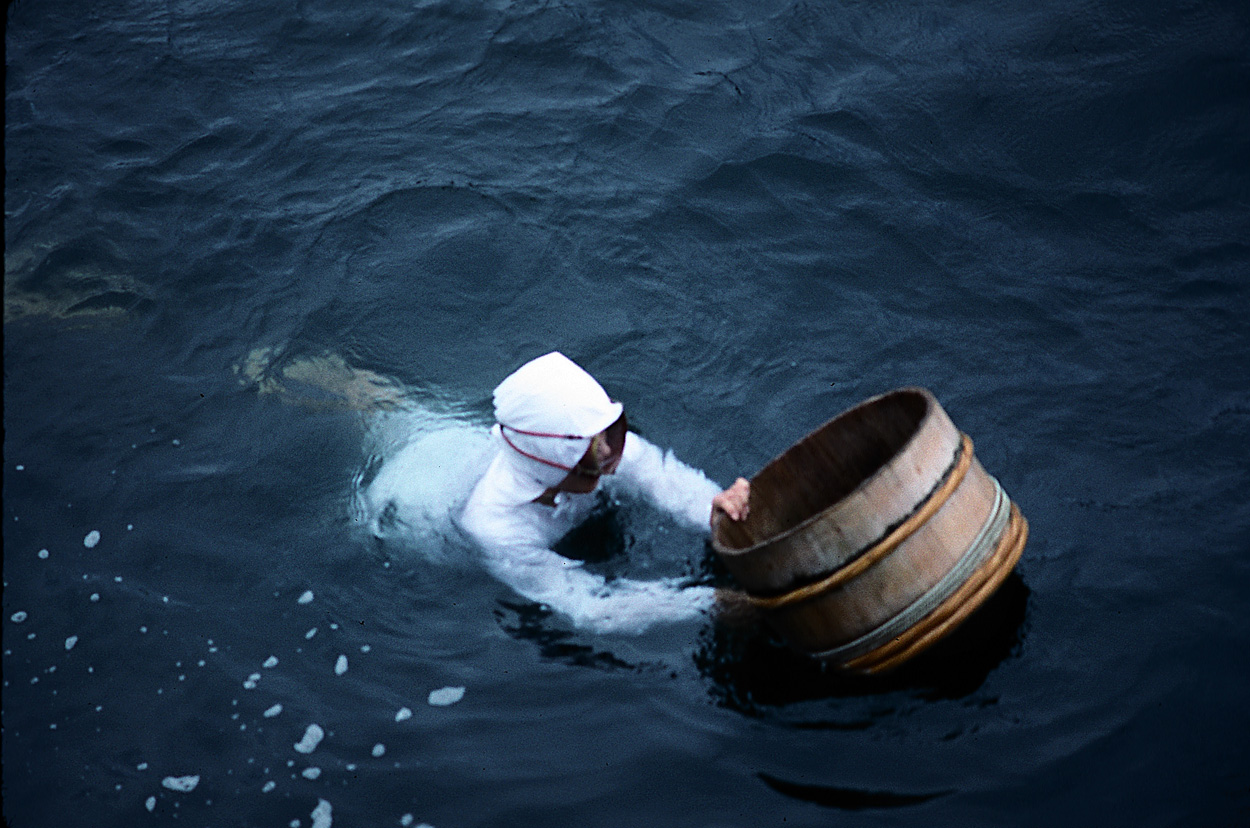
Una pescatrice ama

La parola ama significa letteralmente “donna del mare”. Secondo la tradizione giapponese, questa figura esiste da circa duemila anni. Tradizionalmente, ed almeno sino agli anni sessanta, le ama non indossavano che un leggero panno, senza alcun ausilio per la respirazione sott'acqua. Ora, a seconda della regione, indossano una maschera, le pinne o, al massimo, una leggera tuta termica. La tradizione delle ama sta scomparendo, sostituita da donne che utilizzano una muta da sub completa.
Le ama sono note per la pesca delle perle, ma soprattutto per le immersioni in cerca di prodotti del mare (per il consumo o la vendita), come alghe, aragoste, polpi, ricci di mare, abaloni, ostriche. Di solito le ama hanno anche un altro lavoro ed hanno meno incidenti rispetto agli altri tipi di apneisti professionisti, in quanto non iperventilate.
Le ama possono continuare a immergersi fino in età avanzata. Nel 2003, l'età media delle ama era di 67 anni (le più giovani intorno ai 50 anni e le più anziane sugli 87 anni).

## Nella cultura di massa

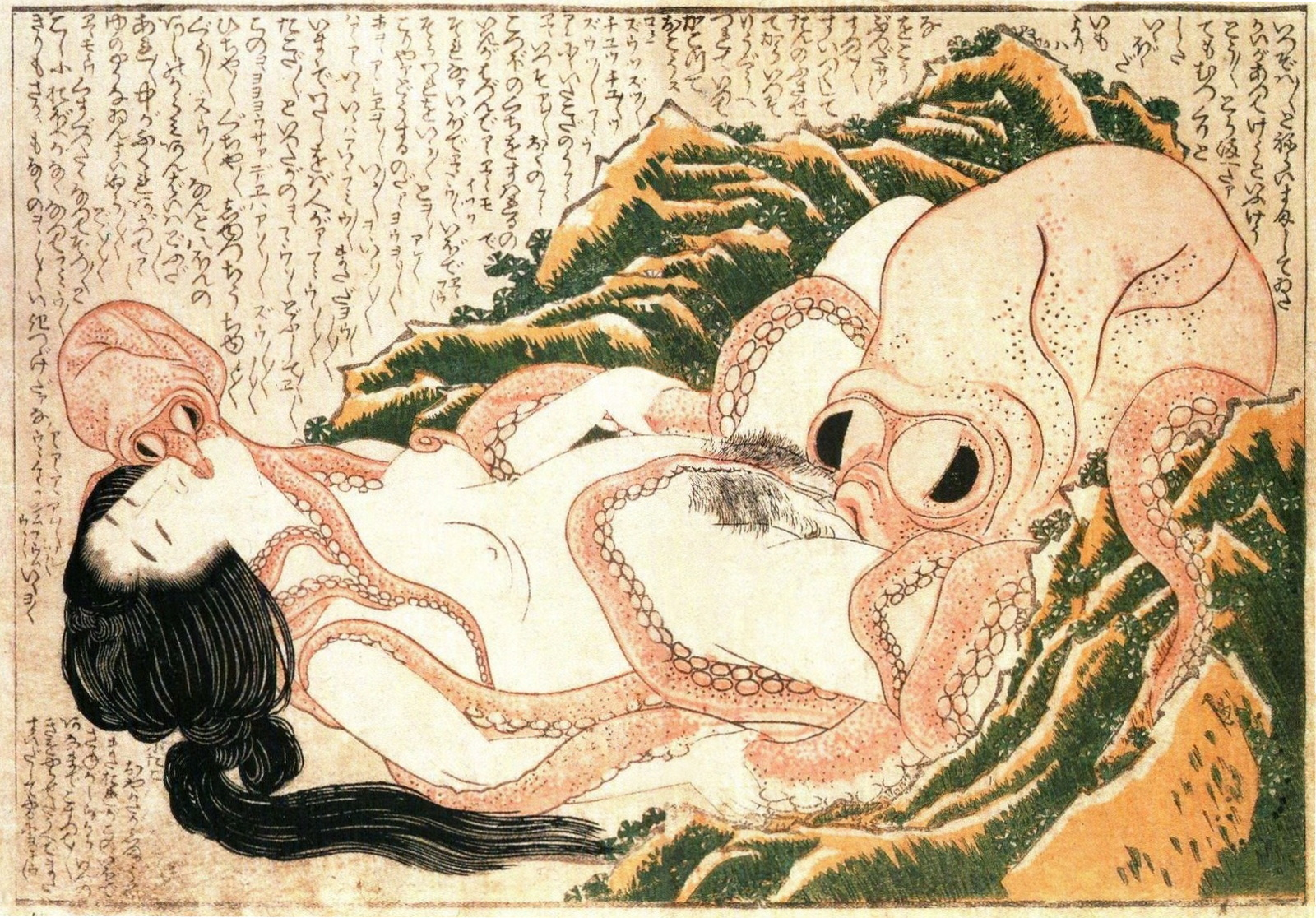
Il sogno della moglie del pescatore di Hokusai.

Le ama sono state immortalate sulle stampe ukiyo-e di Utamaro e Hokusai (Il sogno della moglie del pescatore ne è l'esempio più famoso) e sui francobolli. Vengono citate nel libro La voce delle onde di Yukio Mishima e appaiono, inoltre nel dorama della NHK Ama-chan e nei romanzi Il respiro degli Abissi di James Nestor e Si vive solo due volte di Ian Fleming, dal quale venne tratto il film Agente 007 - Si vive solo due volte dove appare la pescatrice Kissy Suzuki.